# 25 de agosto
25 de agosto é o 237.º dia do ano no calendário gregoriano (238.º em anos bissextos). Faltam 128 dias para acabar o ano.

## Eventos históricos

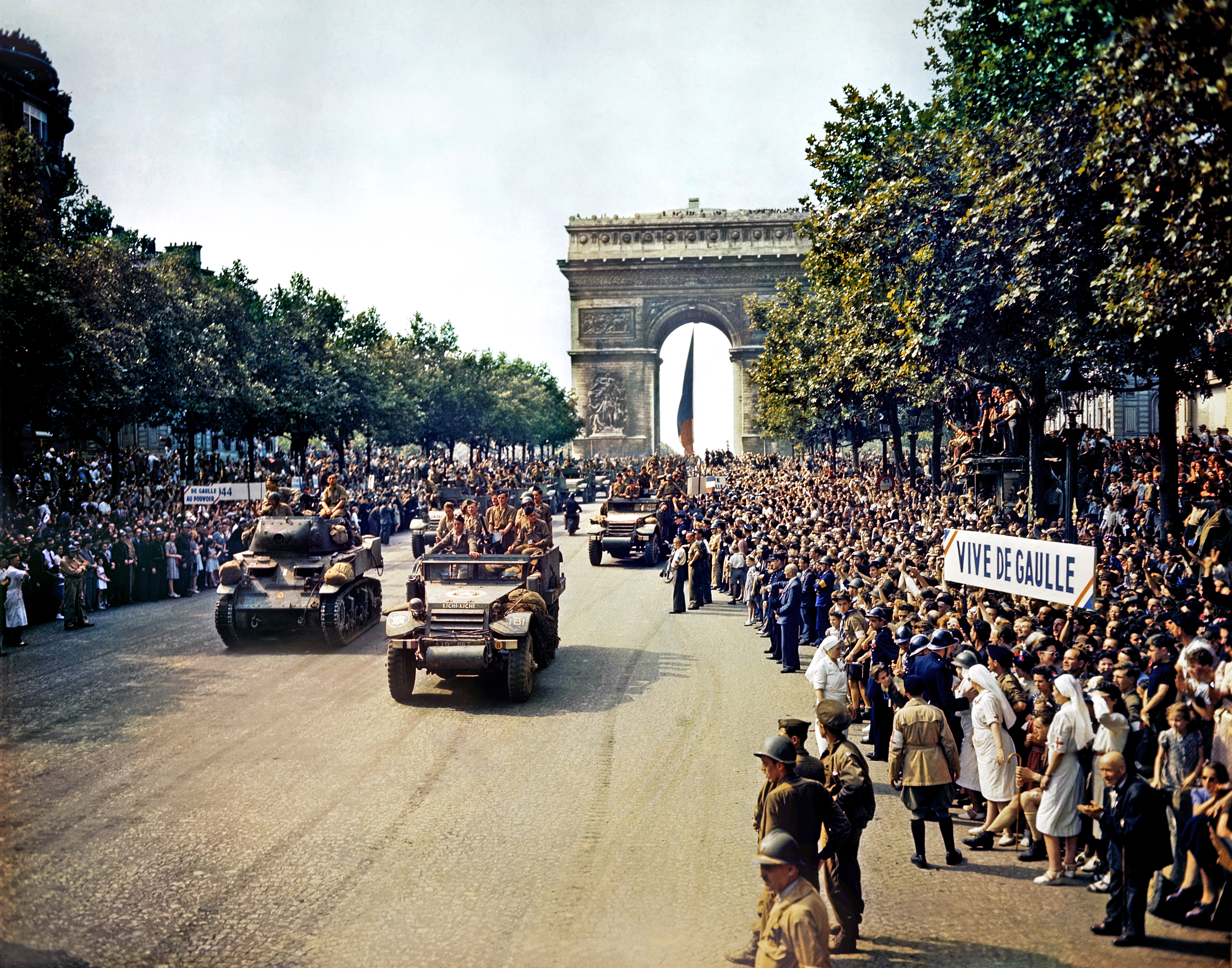
1944: Liberação de Paris pelos Aliados

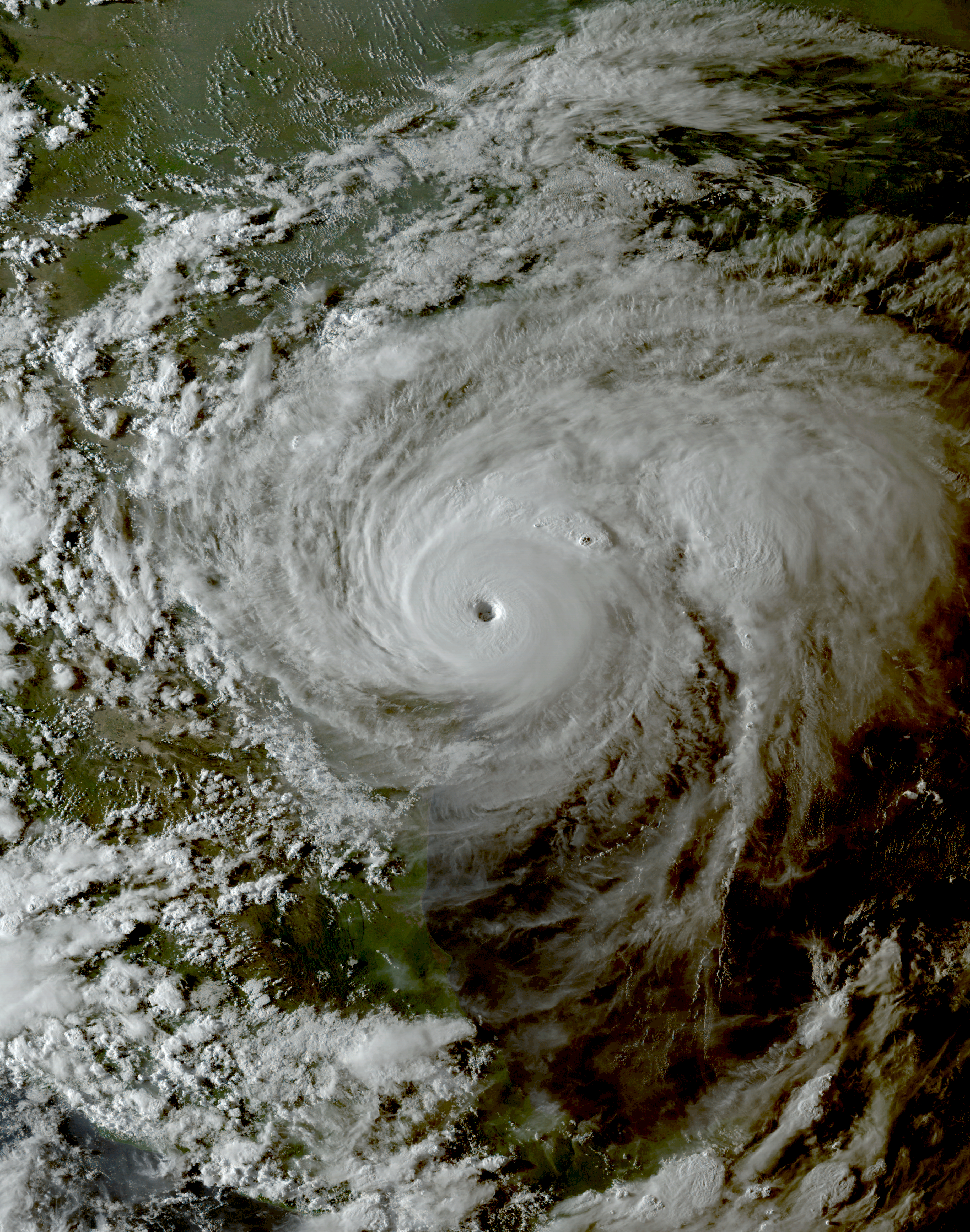
2017: Furacão Harvey

- 0766 — O imperador Constantino V humilha dezenove oficiais de alto escalão, depois de descobrir uma conspiração contra ele. Executa os líderes, Constantino Podopáguro e seu irmão Estratégio.
- 1248 — A cidade holandesa de Ommen recebe direitos de cidade e direitos de fortificação de Otto III, arcebispo de Utrecht.
- 1258 — O regente Jorge Muzalon e seus irmãos são mortos durante um golpe liderado pela facção aristocrática, abrindo caminho para que seu líder, Miguel VIII Paleólogo, acabe por usurpar o trono do Império de Niceia.
- 1270 — Filipe III torna-se rei da França após a morte de seu pai o rei Luís IX, em Túnis, durante a Oitava Cruzada.
- 1543 — António Mota e alguns companheiros tornam-se os primeiros europeus a visitar o Japão.
- 1580 — Guerra da Sucessão Portuguesa: a vitória da Espanha na Batalha de Alcântara resulta na União Ibérica.
- 1609 — Galileu Galilei apresenta seu primeiro telescópio para os legisladores venezianos.
- 1630 — As forças portuguesas são derrotadas pelo Reino de Kandy na Batalha de Randeniwela no Sri Lanka.[1]
- 1660 — Revolta da Cachaça, no Rio de Janeiro, motivada pelo aumento de impostos excessivamente cobrados aos fabricantes de aguardente.
- 1758 — Guerra dos Sete Anos: Frederico II da Prússia derrota o exército russo na Batalha de Zorndorf.
- 1814 — Guerra de 1812: no segundo dia do incêndio de Washington, as tropas britânicas incendeiam a Biblioteca do Congresso, o Tesouro dos Estados Unidos, o Departamento de Guerra e outros edifícios públicos.
- 1825 — O Uruguai se proclama independente do Império do Brasil.
- 1830 — Começa a Revolução Belga.
- 1833 — Guerra Civil Portuguesa: concentração das forças miguelistas em torno de Lisboa.
- 1835 — O primeiro artigo do grande engodo da Lua é publicado no The New York Sun, anunciando a descoberta de vida e civilização na Lua.
- 1875 — O capitão Matthew Webb torna-se a primeira pessoa a atravessar a nado o Canal da Mancha, viajando de Dover, na Inglaterra, a Calais, na França, em 21 horas e 45 minutos.
- 1883 — França e Vietnã assinam o Tratado de Huế, reconhecendo um protetorado francês sobre Annam e Tonkin.
- 1894 — Shibasaburo Kitasato descobre o agente infeccioso da peste bubônica e publica suas descobertas no The Lancet.
- 1904 — Guerra Russo-Japonesa: começa a Batalha de Liaoyang.
- 1914 — Primeira Guerra Mundial: o Japão declara guerra à Áustria-Hungria. Início do saque de Lovaina, Bélgica, que durou cinco dias.
- 1916 — Criado o Serviço Nacional de Parques dos Estados Unidos.
- 1920 — Guerra polaco-soviética: Batalha de Varsóvia, que começou em 13 de agosto, termina com a derrota do Exército Vermelho.
- 1933 — O terremoto de Diexi, com uma magnitude de momento de 7,3, atinge o condado de Mao, Sichuan, China e mata 9 000 pessoas.[2]
- 1939
  - O Exército Republicano Irlandês realiza o atentado de Coventry em 1939, no qual cinco civis foram mortos.
  - O Reino Unido e a Polônia formam uma aliança militar na qual o Reino Unido promete defender a Polônia em caso de invasão por uma potência estrangeira.
- 1940 — Segunda Guerra Mundial: primeiro Bombardeamento de Berlim pela Força Aérea Real Britânica.
- 1941 — Segunda Guerra Mundial: invasão anglo-soviética do Irã: o Reino Unido e a União Soviética encenam conjuntamente uma invasão do Estado Imperial do Irã.
- 1942 — Segunda Guerra Mundial: segundo dia da Batalha das Ilhas Salomão Orientais; um comboio de transporte naval japonês em direção a Guadalcanal é impedido por um ataque aéreo aliado.
- Segunda Guerra Mundial: Batalha de Milne Bay: fuzileiros navais japoneses atacam aeródromos aliados na Baía Milne, Nova Guiné.
- 1944 — Segunda Guerra Mundial: Paris é libertada pelos Aliados.
- 1945
  - Dez dias após o fim da Segunda Guerra Mundial com o Japão anunciando sua rendição, apoiadores armados do Partido Comunista Chinês matam o oficial de inteligência dos EUA John Birch, considerado como a primeira vítima da Guerra Fria.[3]
  - A Revolução de Agosto termina com a abdicação do imperador Bảo Đại, encerrando a dinastia Nguyễn.
- 1950 — Para evitar uma ameaça de ataque durante a Guerra da Coréia, o presidente Truman ordena que o secretário do Exército, Frank Pace, assuma o controle das ferrovias do país.[4]
- 1958 — O primeiro macarrão instantâneo comercializado publicamente, Chikin Ramen, é introduzido pelo empresário taiwanês-japonês Momofuku Ando.[5]
- 1960 — Começam os Jogos da XVII Olimpíada em Roma, Itália.
- 1961
  - O presidente brasileiro Jânio Quadros, renuncia após apenas sete meses no poder, iniciando uma crise política que culmina em um golpe militar em 1964.
  - Ranieri Mazzilli, presidente da Câmara dos Deputados, assume interinamente a presidência do Brasil.
- 1967 — George Lincoln Rockwell, fundador do Partido Nazista Americano, é assassinado por um ex-membro de seu grupo.
- 1980 — Zimbabwe se junta à Organização das Nações Unidas.
- 1981 — A espaçonave Voyager 2 faz sua aproximação mais próxima de Saturno.
- 1989 — A espaçonave Voyager 2 faz sua aproximação mais próxima de Netuno.
- 1991
  - Bielorrússia conquista sua independência da União Soviética.
  - Começa a Batalha de Vukovar. Um cerco de 87 dias de Vukovar pelo Exército Popular Iugoslavo (JNA), apoiado por várias forças paramilitares sérvias, entre agosto e novembro de 1991 (durante a Guerra de Independência da Croácia).
  - Linus Torvalds anuncia a primeira versão do que será o Linux.
- 1997 — Egon Krenz, ex-líder da Alemanha Oriental, é condenado por uma política de atirar para matar no Muro de Berlim.
- 2005 — Furacão Katrina atinge a Flórida.
- 2006 — O ex-primeiro-ministro da Ucrânia Pavlo Lazarenko é condenado a nove anos de prisão por lavagem de dinheiro, fraude eletrônica e extorsão.
- 2012 — Provável data em que a sonda Voyager 1 se tornou o primeiro objeto construído pelo homem a sair do Sistema Solar.
- 2017
  - O Furacão Harvey atinge o Texas como um poderoso furacão de categoria 4, o mais forte dos Estados Unidos desde 2004. Nos próximos dias, a tempestade causa inundações catastróficas em grande parte do leste do Texas, matando 106 pessoas.
  - Conflito no estado de Rakhine: Cento e setenta pessoas são mortas em pelo menos 26 ataques separados realizados pelo Exército de Salvação Arakan Rohingya, levando os governos de Mianmar e da Malásia a designar o grupo como uma organização terrorista.[6][7]
- 2018 — A Rádio Educadora de Frei Paulo, no estado de Sergipe, conclui sua migração do AM para o FM, passando a transmitir oficialmente em 89.5 MHz, com sinal de maior qualidade e alcance regional.
- 2020 — África é declarada livre da poliomielite selvagem, o segundo vírus a ser erradicado do continente desde a varíola, 40 anos antes.[8][9]

## Nascimentos

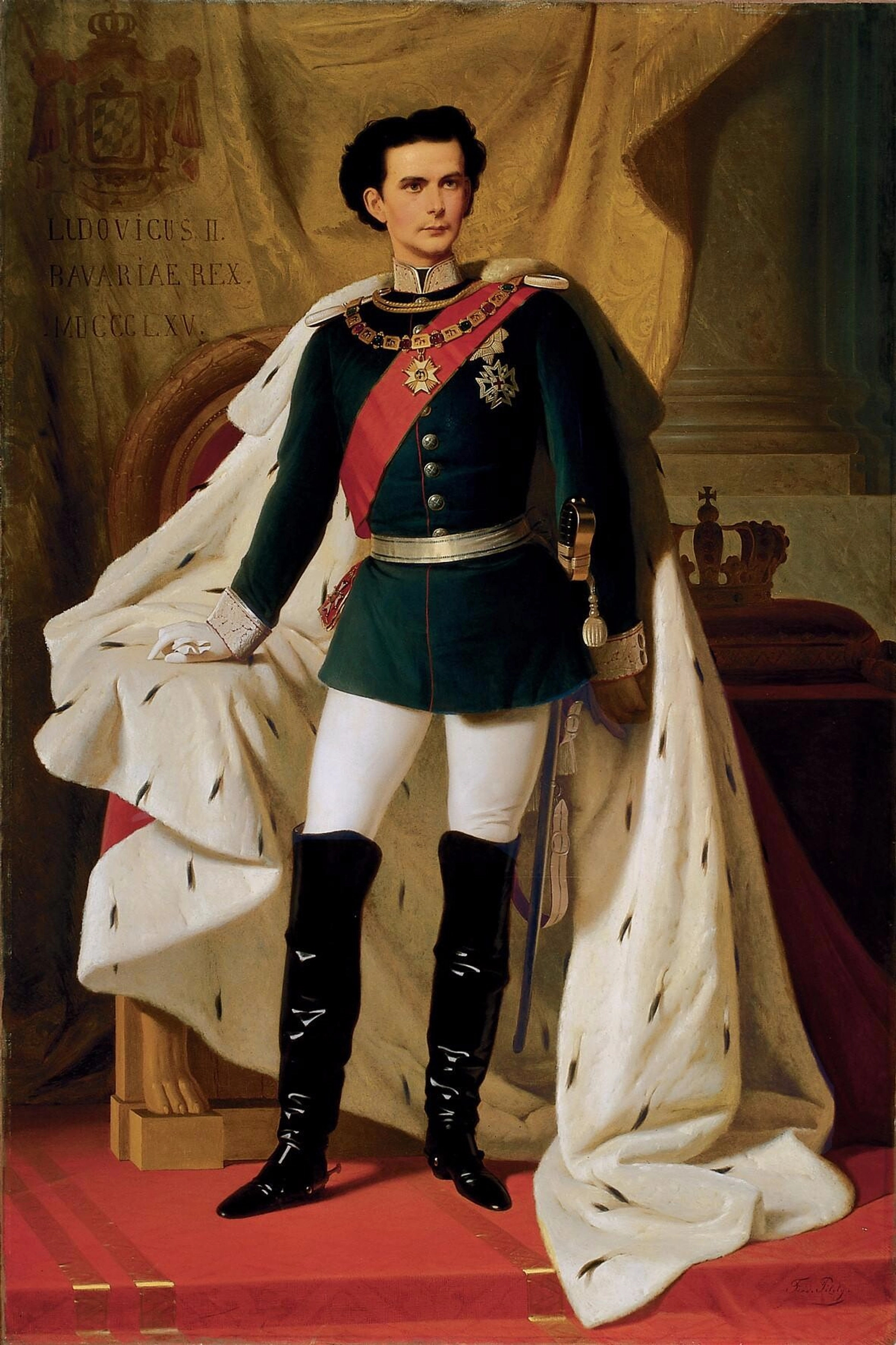
Luís II da Baviera

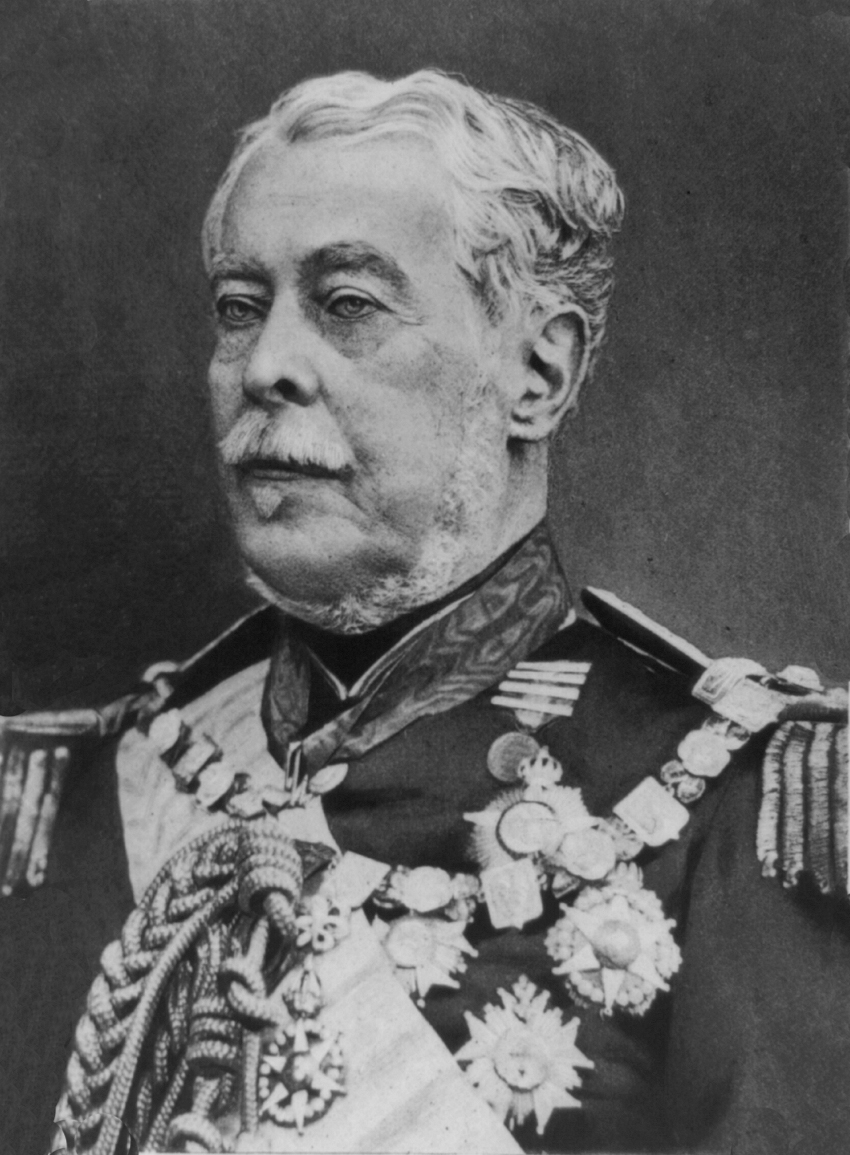
Luís Alves de Lima e Silva

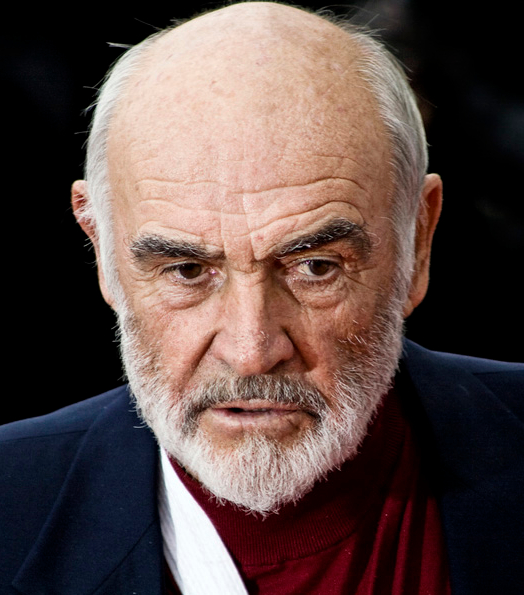
Sean Connery

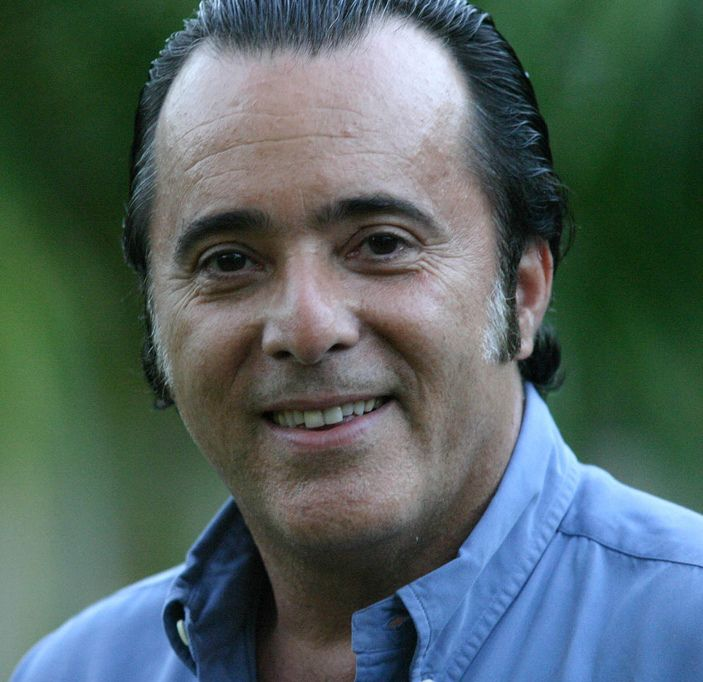
Tony Ramos

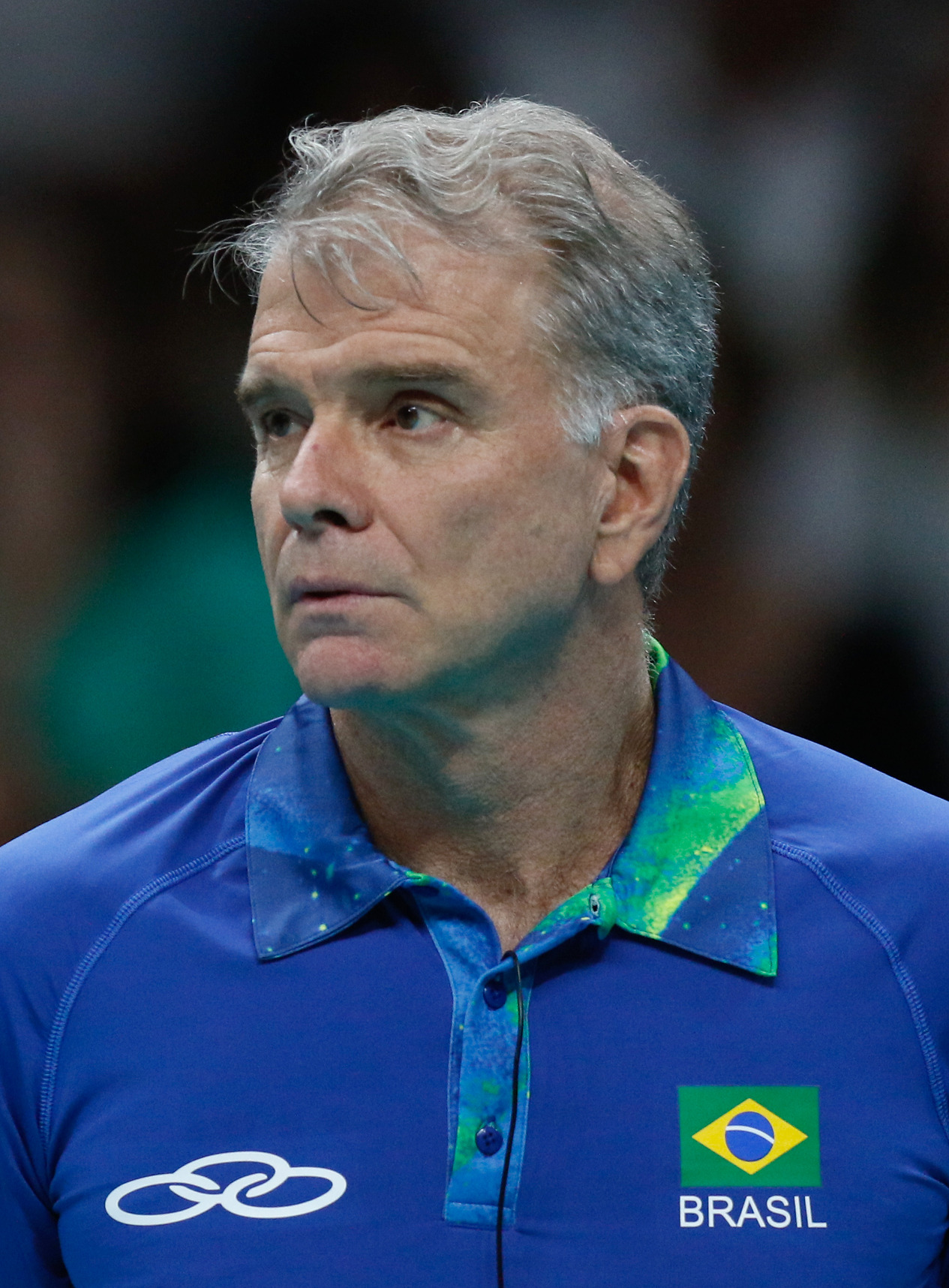
Bernardinho

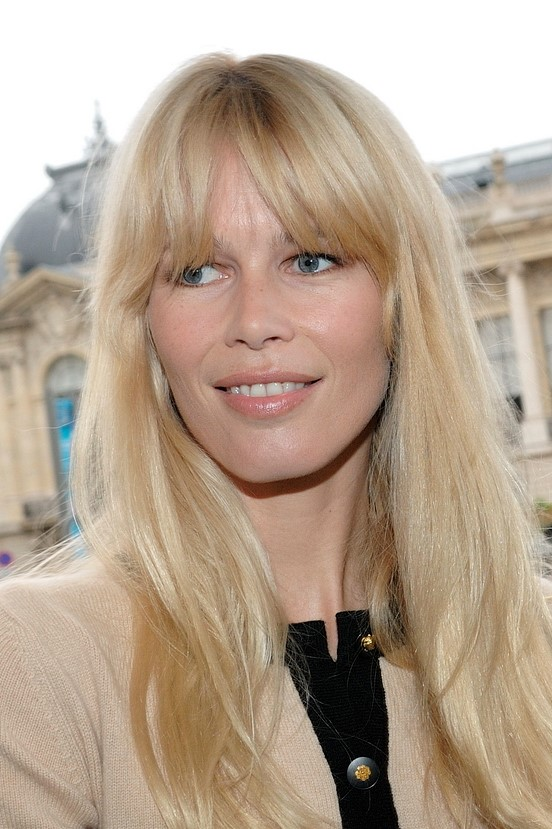
Claudia Schiffer

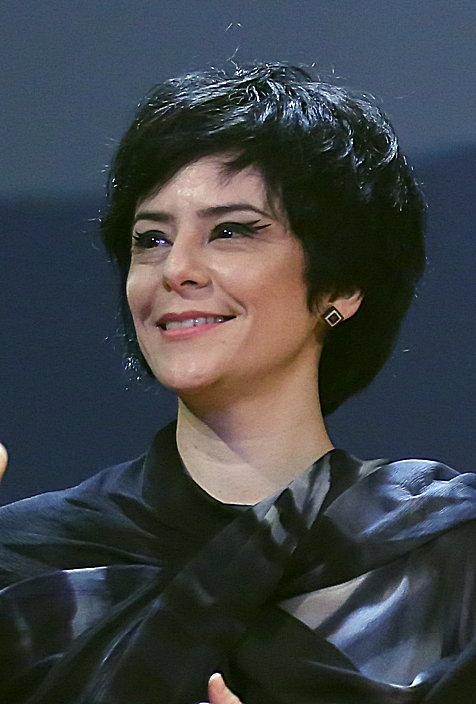
Fernanda Takai

### Anterior ao século XIX
- 1491 — Inocêncio Cybo, cardeal católico (m. 1550).
- 1509 — Hipólito II d'Este, cardeal e estadista italiano (m. 1572).
- 1530 — Ivã IV da Rússia (m. 1584).
- 1624 — François d'Aix de La Chaise, sacerdote francês (m. 1709).
- 1707 — Luís I de Espanha (m. 1724).
- 1744 — Johann Gottfried von Herder, poeta, filósofo e crítico alemão (m. 1803).
- 1758 — Franz Teyber, organista e compositor austríaco (m. 1810).
- 1767 — Louis Antoine Léon de Saint-Just, soldado e político francês (m. 1794).
- 1786 — Luís I da Baviera (m. 1868).
- 1796 — Sofia Sidney, Baronesa De L'Isle e Dudley, nobre inglesa (m. 1837).

### Século XIX
- 1803 — Luís Alves de Lima e Silva, o Duque de Caxias, militar brasileiro (m. 1880).
- 1812 — Nikolai Zinin, químico orgânico russo (m. 1880).
- 1822 — John Newton, oficial norte-americano (m. 1895).
- 1841 — Emil Theodor Kocher, médico e acadêmico suíço, ganhador do Prêmio Nobel (m. 1917)
- 1845 — Luís II da Baviera (m. 1886).
- 1894 — Alfred Berger, patinador artístico austríaco (m. 1966).
- 1898 — Helmut Hasse, matemático e acadêmico alemão (m. 1979).
- 1900 — Hans Adolf Krebs, bioquímico e médico alemão (m. 1981).

### Século XX

#### 1901–1950
- 1905 — Faustina Kowalska, santa católica polonesa (m. 1938).
- 1911
  - Vivi-Anne Hultén, patinadora artística sueca (m. 2003).
  - Võ Nguyên Giáp, militar e político vietnamita (m. 2013).
- 1918 — Leonard Bernstein, maestro e compositor norte-americano (m. 1990).
- 1930 — Sean Connery, ator britânico (m. 2020).
- 1934 — Zilda Arns, médica e sanitarista brasileira (m. 2010).
- 1944 — Frei Betto, teólogo e escritor brasileiro.
- 1946 — Carlos Miguel Aidar, advogado e dirigente esportivo brasileiro.
- 1948 — Tony Ramos, ator brasileiro.
- 1949
  - Gene Simmons, músico, cantor, compositor e produtor musical israelense-americano.
  - Salif Keïta, cantor e músico maliano.

#### 1951–2000
- 1951
  - Rob Halford, músico britânico.
  - Tozé Brito, cantor português.
- 1953 — Maurizio Malvestiti, bispo italiano.
- 1954 — Elvis Costello, músico britânico.
- 1956
  - Henri Toivonen, piloto finlandês de ralis (m. 1986).
  - Paulo Autuori, treinador brasileiro de futebol.
- 1958 — Tim Burton, cineasta norte-americano.
- 1959 — Bernardinho, ex-jogador e treinador de voleibol brasileiro.
- 1961 — Billy Ray Cyrus, ator e cantor norte-americano.
- 1962 — Theresa Andrews, nadadora norte-americana.
- 1963 — Roberto Mussi, ex-futebolista italiano.
- 1964 — Careca Bianchesi, ex-futebolista brasileiro.
- 1967 — Soninha Francine, jornalista, apresentadora de televisão e política brasileira.
- 1970 — Claudia Schiffer, modelo alemã.
- 1971
  - Claudiomiro, ex-futebolista brasileiro.
  - Fernanda Takai, música brasileira.
  - Vazha Tarkhnishvili, ex-futebolista georgiano.
- 1972
  - Catarina Furtado, atriz e apresentadora portuguesa.
  - Davide Sanguinetti, ex-tenista italiano.
  - Eric Millegan, ator norte-americano.
- 1975 — Gian, ex-futebolista brasileiro.
- 1976 — Alexander Skarsgård, ator sueco.
- 1977 — Diego Corrales, pugilista norte-americano (m. 2007).
- 1978 — Kel Mitchell, ator norte-americano.
- 1979 — Marlon Harewood, futebolista britânico.
- 1981 — Rachel Bilson, atriz norte-americana.
- 1983 — James Rossiter, automobilista britânico.
- 1985 — Rivaldo, futebolista brasileiro.
- 1986 — Bruno Lima, delegado e político brasileiro.
- 1987
  - Blake Lively, atriz norte-americana.
  - Alexandra Burke, cantora britânica.
  - Luka Šulić, violoncelista croata.
- 1988
  - Alice Glass, cantora e compositora canadense.
  - Alexandra Burke, cantora britânica.
- 1989 — Hiram Mier, futebolista mexicano.
- 1991 — Matías Vecino, futebolista uruguaio.
- 1992
  - Borja González, futebolista espanhol.
  - Miguel Trauco, futebolista peruano.
- 1994 — Natasha Liu Bordizzo, atriz australiana.
- 1995 — Lucas Chumbo, surfista brasileiro.
- 1996 — Alves, rapper brasileiro
- 1998 — China Anne McClain, atriz e cantora norte-americana.
- 1999 — Homam Ahmed, futebolista catari.
- 2000 — Jared Butler, jogador de basquete norte-americano.

### Século XXI
- 2001 — Gonçalo Inácio, futebolista português.
- 2004 — Willy Kambwala, futebolista francês.
- 2005 — Madalena Aragão, atriz portuguesa.

## Mortes

### Anterior ao século XIX
- 0383 — Graciano, imperador romano (n. 359).
- 1192 — Hugo III, Duque da Borgonha (n. 1148).
- 1270 — Luís IX de França (n. 1214).
- 1482 — Margarida de Anjou, rainha consorte de Inglaterra (n. 1430).
- 1624 — Miguel de Carvalho, missionário português (n. 1579).
- 1644 — Johann Heinrich Alting, filósofo alemão (n. 1583).
- 1738 — Isabel de Mecklemburgo-Güstrow (n. 1668).
- 1742 — Carlos Seixas compositor português (n. 1704).
- 1751 — Sarah Lennox, Duquesa de Richmond e Lennox (n. 1705).
- 1776 — David Hume, filósofo e historiador britânico (n. 1711).

### Século XIX
- 1822 — William Herschel, astrônomo britânico (n. 1738).
- 1867 — Michael Faraday, filósofo, físico e químico britânico (n. 1791).
- 1882 — Friedrich Reinhold Kreutzwald, médico e escritor estoniano (n. 1803).
- 1884 — Odo Russell, diplomata e embaixador britânico (n. 1829).
- 1900 — Friedrich Wilhelm Nietzsche, filosofo alemão (n. 1844).

### Século XX
- 1903 - Estanisláo Przewodowski, militar e engenheiro brasileiro (n. 1843).
- 1942 — Jorge, Duque de Kent (n. 1902).
- 1975 — Joseph Kane, cineasta e produtor norte-americano (n. 1894).
- 1984 — Truman Capote, escritor norte-americano (n. 1924).
- 1991 — Niven Busch, romancista norte-americano (n. 1903).
- 2000 — Carl Barks, ilustrador norte-americano (n. 1901).

### Século XXI
- 2001
  - Aaliyah, cantora e atriz americana (n. 1979).
  - Ken Tyrrell, automobilista britânico (n. 1924).
  - Philippe Léotard, ator e cantor francês (n. 1940).
- 2007
  - Eduardo Prado Coelho, escritor português (n. 1944).
  - Raymond Barre, economista e político francês (n. 1924).
  - Ray Jones, futebolista britânico (n. 1988).
- 2009
  - Aníbal Beça, poeta, compositor, teatrólogo e jornalista brasileiro (n. 1946).
  - Ted Kennedy, político estadunidense (n. 1932).
- 2012 — Neil Armstrong, astronauta e aviador naval norte-americano (n. 1930).
- 2013 — Gilmar dos Santos Neves, futebolista brasileiro (n. 1930).
- 2014 — William Greaves, cineasta norte-americano (n. 1926).
- 2015 — Frank E. Petersen, tenente estadunidense (n. 1932).
- 2016
  - Robert Todd Carroll, escritor e acadêmico estadunidense (n. 1945).
  - Marvin Kaplan, ator, roteirista e dramaturgo americano (n. 1927).
- 2017 — Enzo Dara, cantor italiano (n. 1938).
- 2018 — John McCain, político estadunidense (n. 1936).
- 2019 — Fernanda Young, escritora e roteirista brasileira (n. 1970).
- 2020 — Arnold Spielberg, engenheiro eletricista estadunidense (n. 1917).
- 2021 — Gerry Ashmore, automobilista britânico (n. 1936).
- 2022 — Herman Van Springel, ciclista profissional belga (n. 1943).
- 2023 — Carlos Gonzaga, cantor brasileiro (n. 1924).

## Feriados e eventos cíclicos

### Mundo
- Dia da Banana Split

### Brasil
- Dia do Feirante
- Dia do Soldado
- Feriado no Município de Barretos, São Paulo
- Feriado no Município de Duque de Caxias, Rio de Janeiro, em tributo a Luís Alves de Lima e Silva
- Feriado no Município de Chapecó, Santa Catarina
- Feriado no Município de Joaçaba, Santa Catarina
- Feriado no município de Rio Pomba, Minas Gerais
- Feriado no Município de Cáceres, Mato Grosso
- Feriado no município de Porangatu, Goiás

### Cristianismo
- Genésio de Arles
- Genésio de Roma
- José de Calasanz
- Luís IX de França
- Luis Sotelo
- Maria Troncatti
- Menas de Constantinopla
- Miguel de Carvalho

## Outros calendários
- No calendário romano era o 8.º dia (VIII) antes das calendas de setembro.
- No calendário litúrgico tem a letra dominical F para o dia da semana.
- No calendário gregoriano a epacta do dia é *.